# 林哲三郎
林 哲三郎（はやし てつさぶろう、1951年 - ）は、日本貿易振興機構の職員、日本の外交官。2013年（平成25年）4月2日からベネズエラ駐箚特命全権大使。

## 経歴・人物
福岡県出身。1974年（昭和49年）九州大学文学部を卒業し、日本貿易振興会（JETRO、現在の日本貿易振興機構）に入る。2003年10月独立行政法人日本貿易振興機構本部総務部総務課長、2005年4月財団法人世界経済情報サービス常務理事・事務局長（独立行政法人日本貿易振興機構本部総務部付）、2006年7月ジェトロソウルセンター長、2008年（平成20年）4月総務部長などを経て、2009年（平成21年）7月独立行政法人日本貿易振興機構退職。2009年（平成21年）8月1日、日本貿易振興機構理事（アジア経済研究所（研究支援部、アジア経済研究所図書館、国際交流・研修室）、ERIA支援室、ASEAN・南アジア地域担当）、2011年（平成23年）8月1日、日本貿易振興機構理事再任（海外調査部、アジア経済研究所（研究支援部、図書館、国際交流・研修室）担当）。2013年（平成25年）3月31日日本貿易振興機構理事任期満了退任。同年4月2日からベネズエラ駐箚特命全権大使。